# 中国国鉄韶山3型電気機関車
韶山3型電気機関車（SS3）は中華人民共和国鉄道部（中国国鉄）で使用される交流用電気機関車の一つである。
本形式は、中国国鉄では第二代目の国産客、貨両用の電気機関車である。中国国鉄は、1977年下旬に設計任務書を発表、1980年代に入り株洲電力機車廠と株洲電力機車研究所の合同研究により韶山1型と韶山2型の製造技術を基礎として本形式が設計され、車体名はSS3と決定した。1978年には本形式の試作車が完成、その後の改良を経て1985年より生産が開始され、1989年に大量生産が始まり韶山1型に取って代わるものとなった。また1993年には677両（車号0001 - 0677）を数えるほどになった。

## 4000番台
1992年、中国国鉄は本形式の改良と株洲電力機車廠の標準化と系列化を要求し、それにより本形式を改良した韶山3型4000番台が誕生。新たにサイリスタ整流器とチューブ式ブリッジ式整流器を搭載している。
1992年から2006年の間に株洲電力機車廠で251両および大同機車廠で425両、また2000年から2002年にかけて資陽機車廠で57両が製造され、2006年時点での合計生産両数は733両であった。以下に各工場での製造機関車番号を示す。
・株洲電力機車廠 : 4001 - 4008/4029 - 4038/4085 - 4104/5039 - 5251
・大同機車廠 : 4009 - 4084/4108 - 4556
・資陽機車廠 : 8001 - 8057
これと平行して、1993年以前に生産された従来の韶山3型は4000番台と同等の仕様に改造された。
本番台は「韶山3B」と名づけられ、従来の韶山3型と区別された。中国の鉄道ファンは4000番台を「小3B」、従来の韶山3型を「大3B」と呼んで区別している。

## ギャラリー

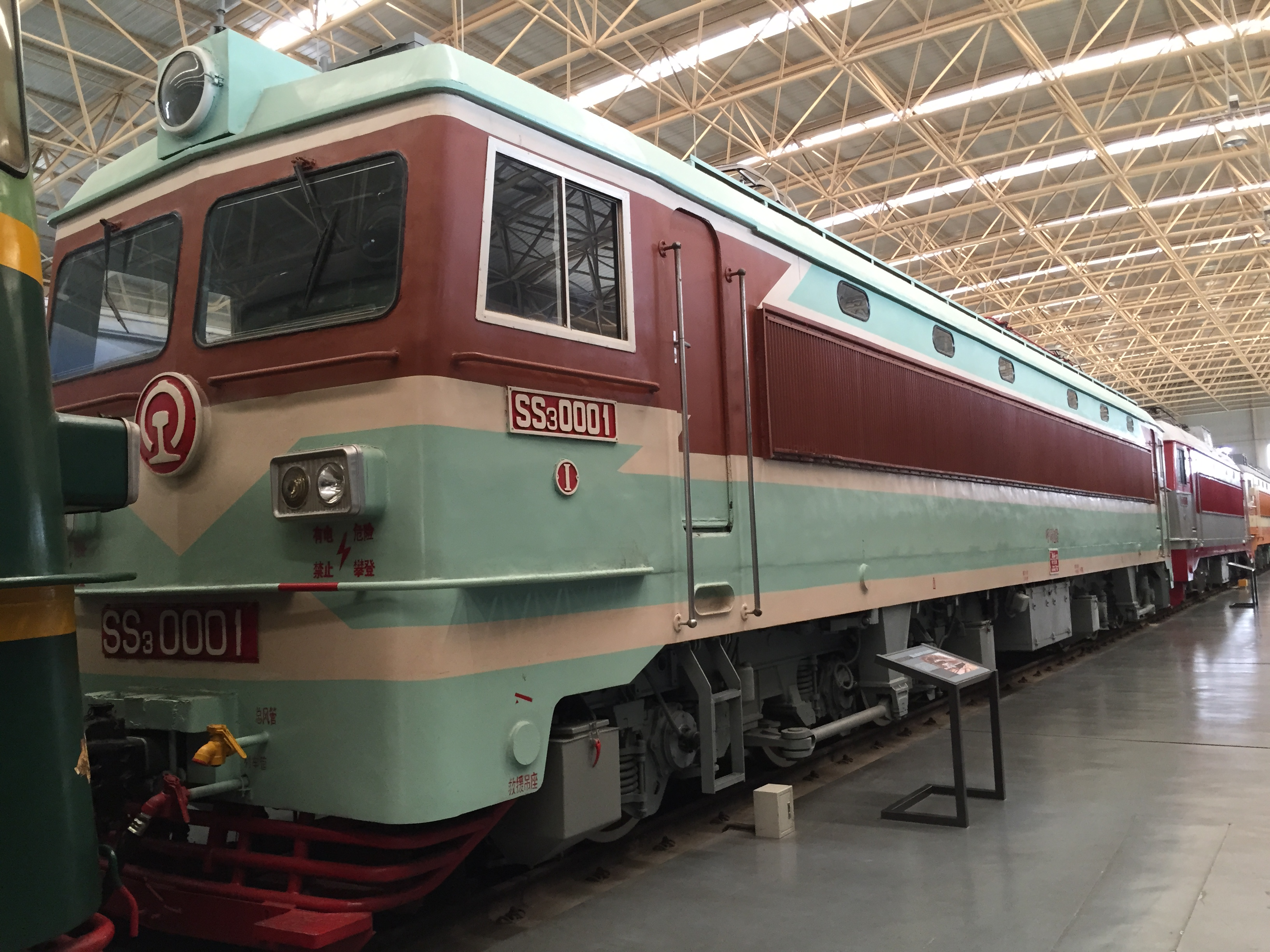
中国鉄道博物館の韶山3-0001
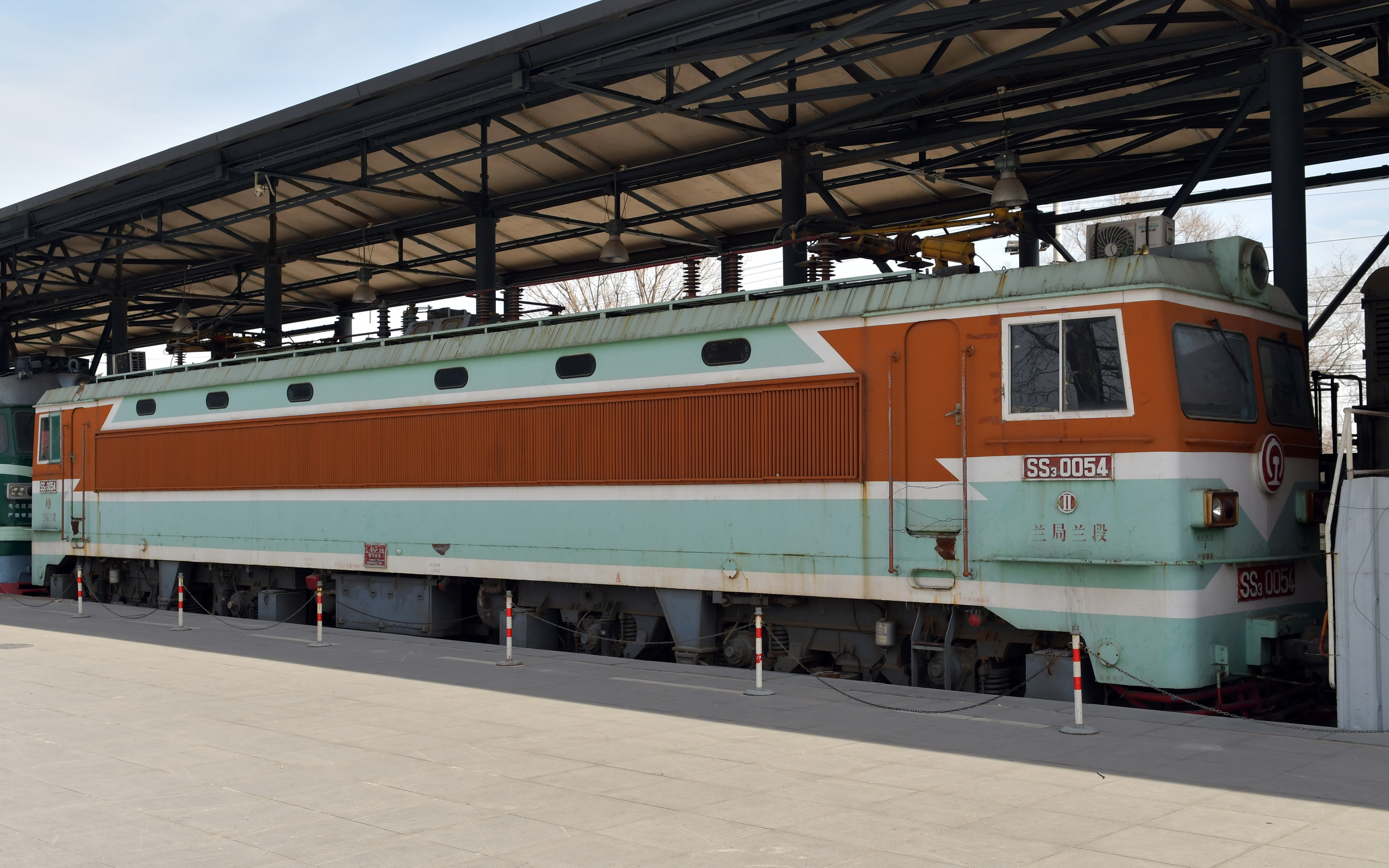
中国鉄道博物館の韶山3-0054
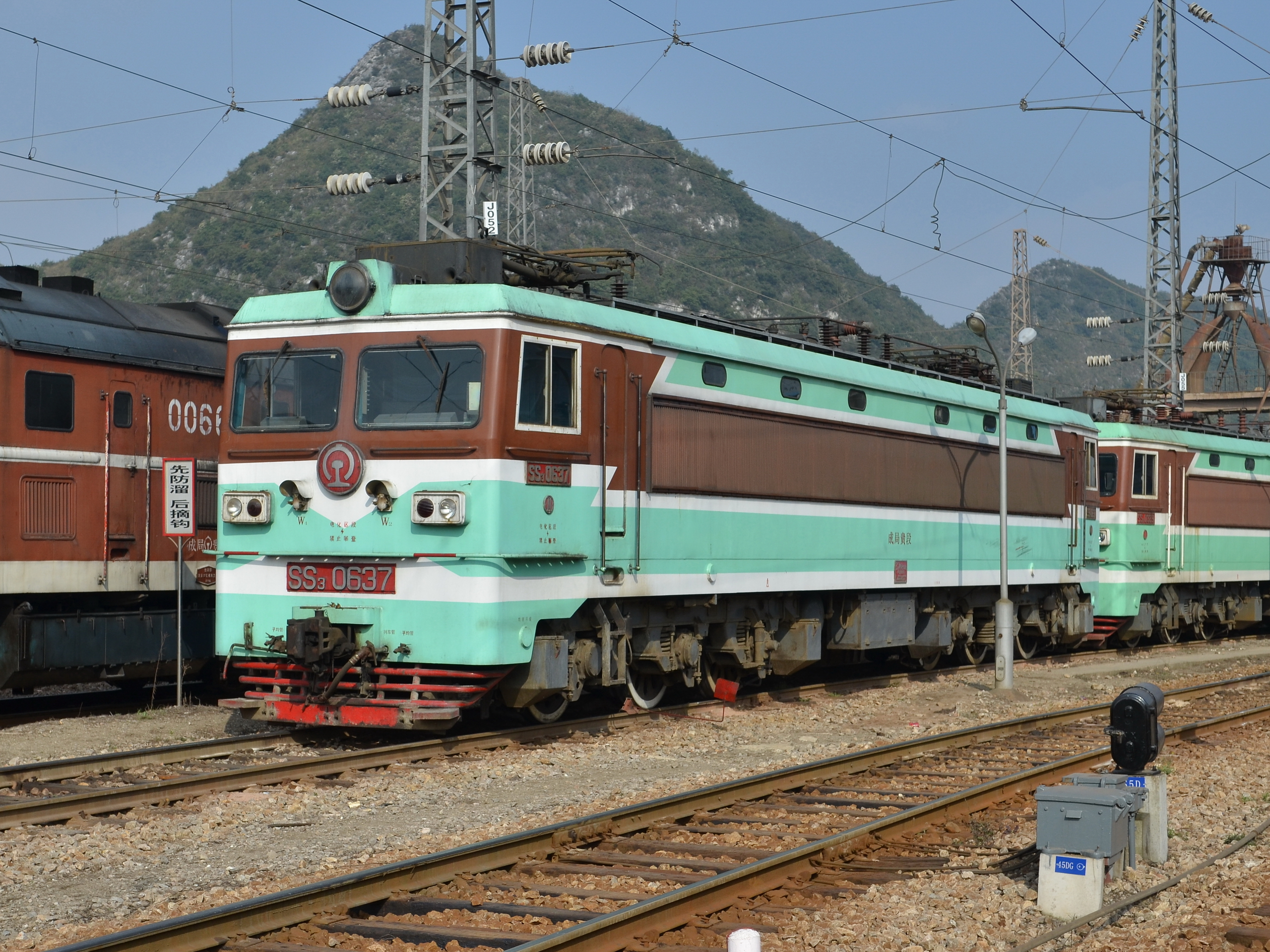
韶山3-0637
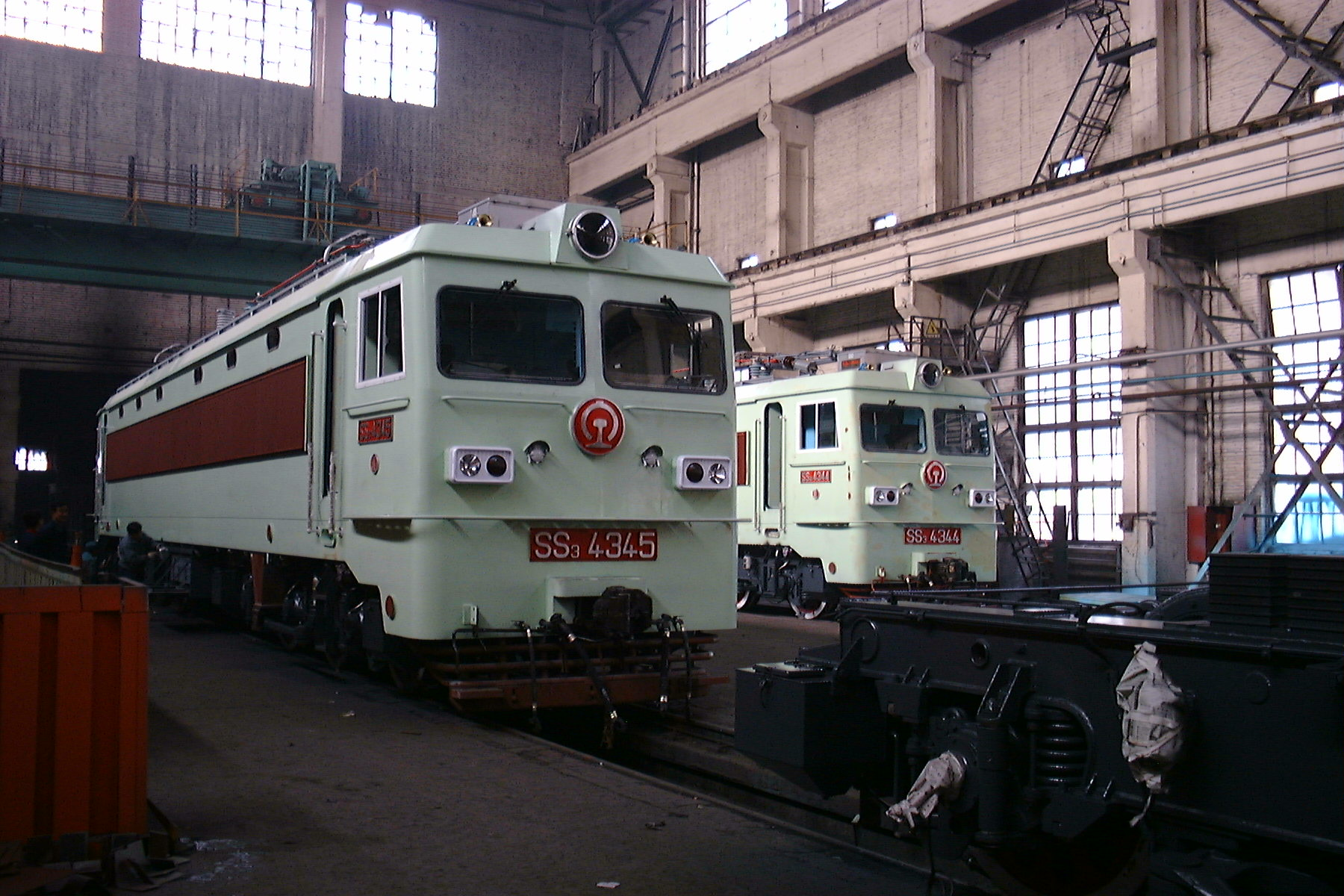
韶山3-4344および4345
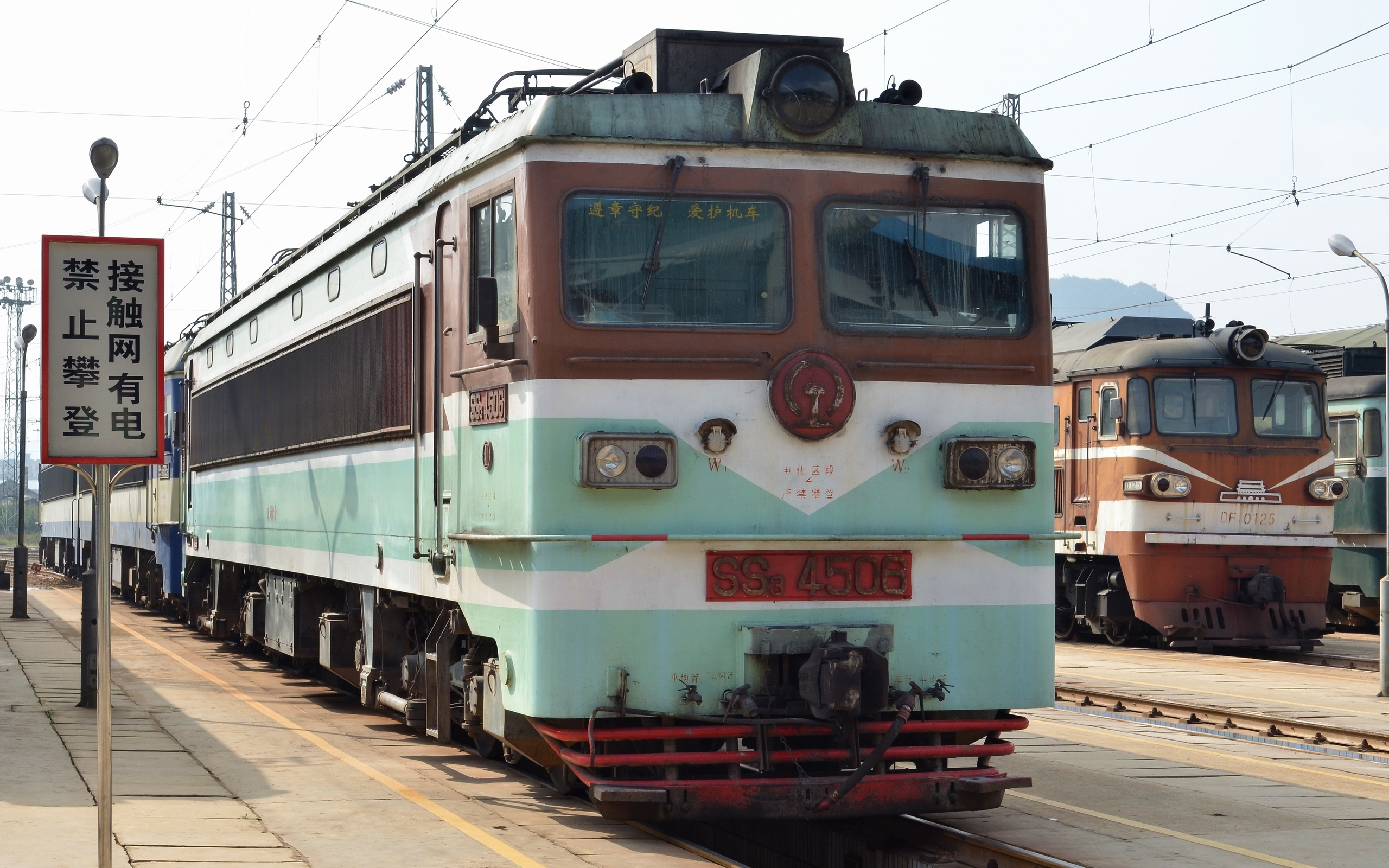
韶山3-4506 (4000番台)
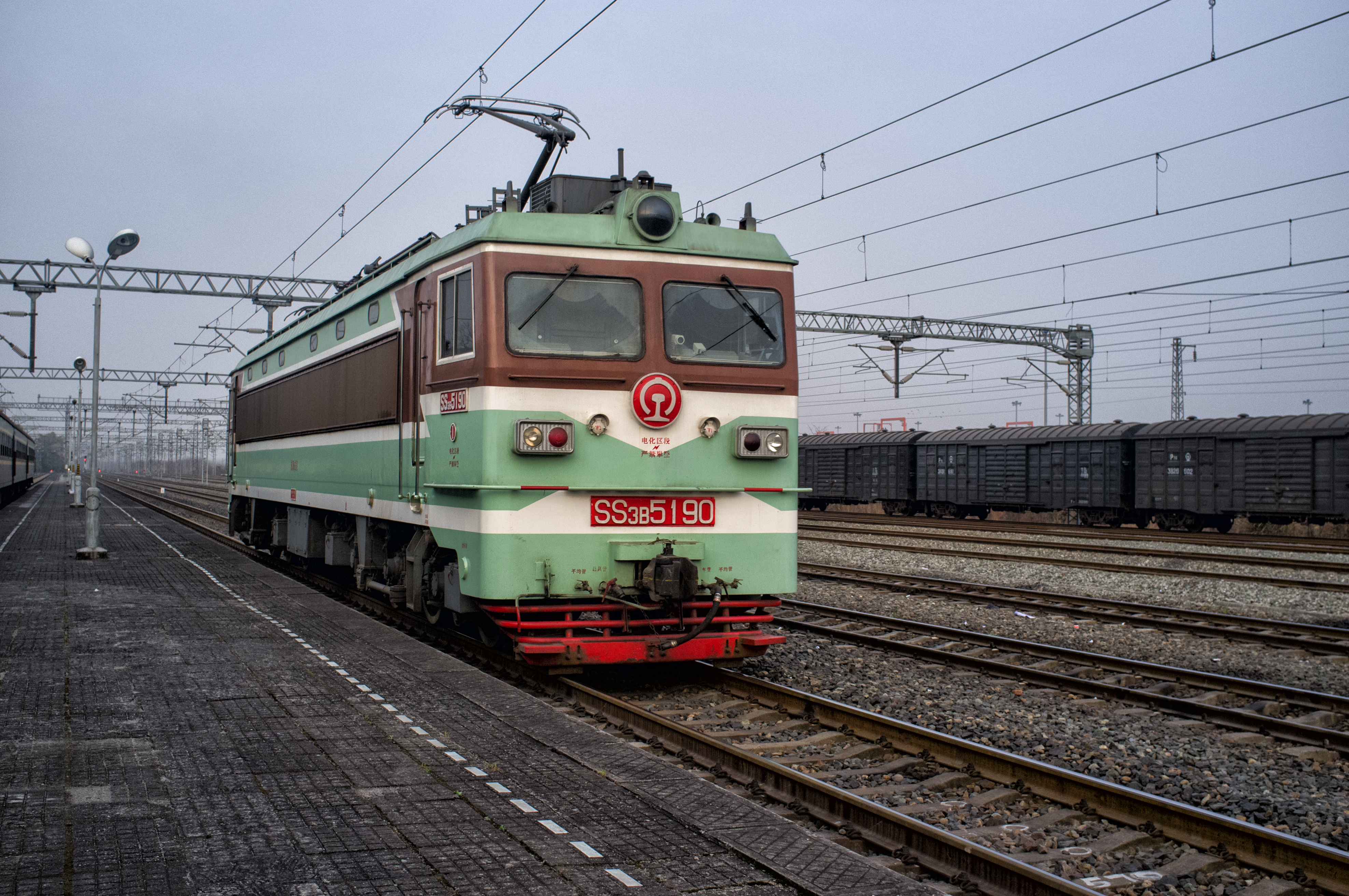
韶山3-5190 (4000番台)
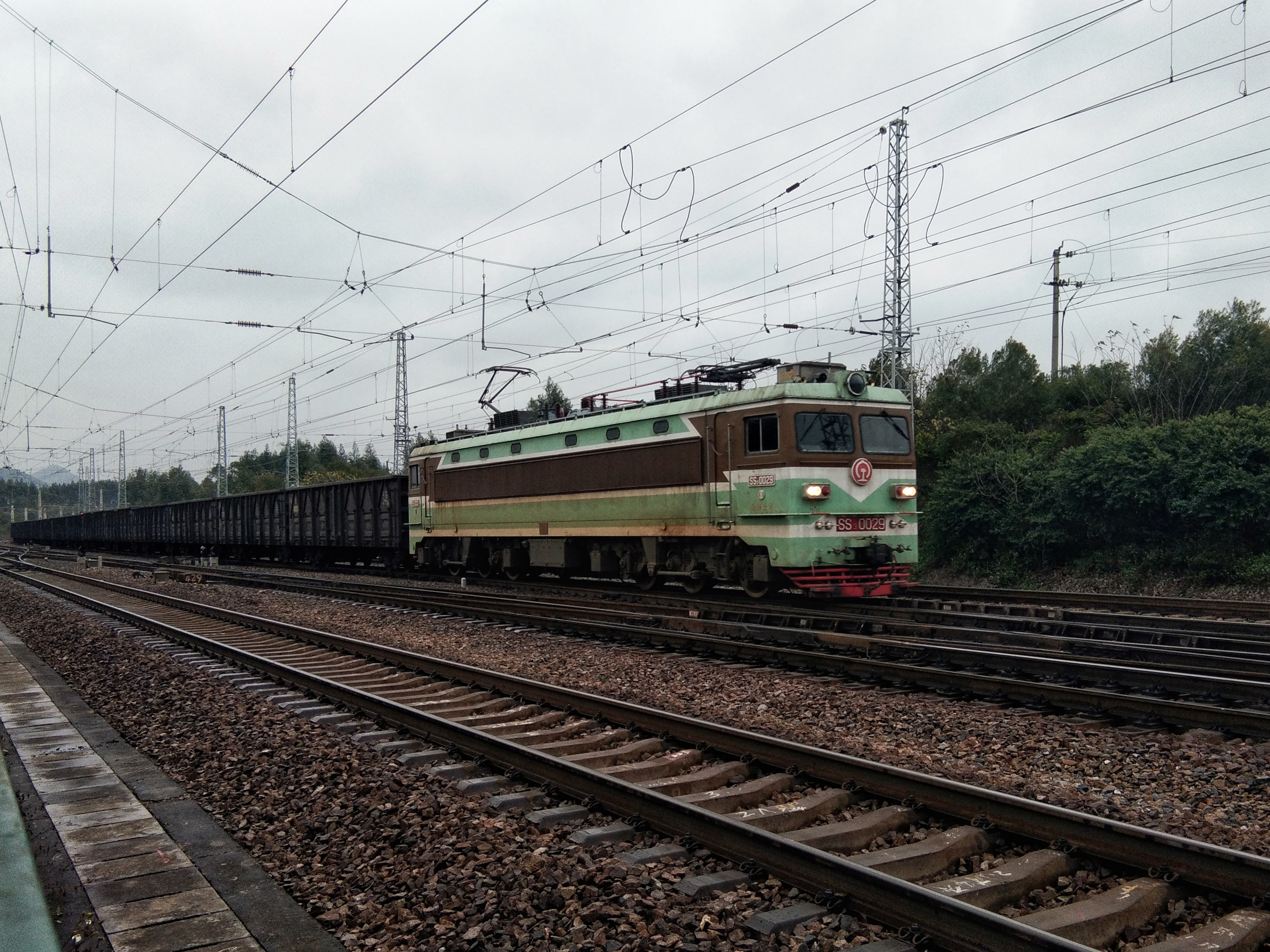
韶山3-0029
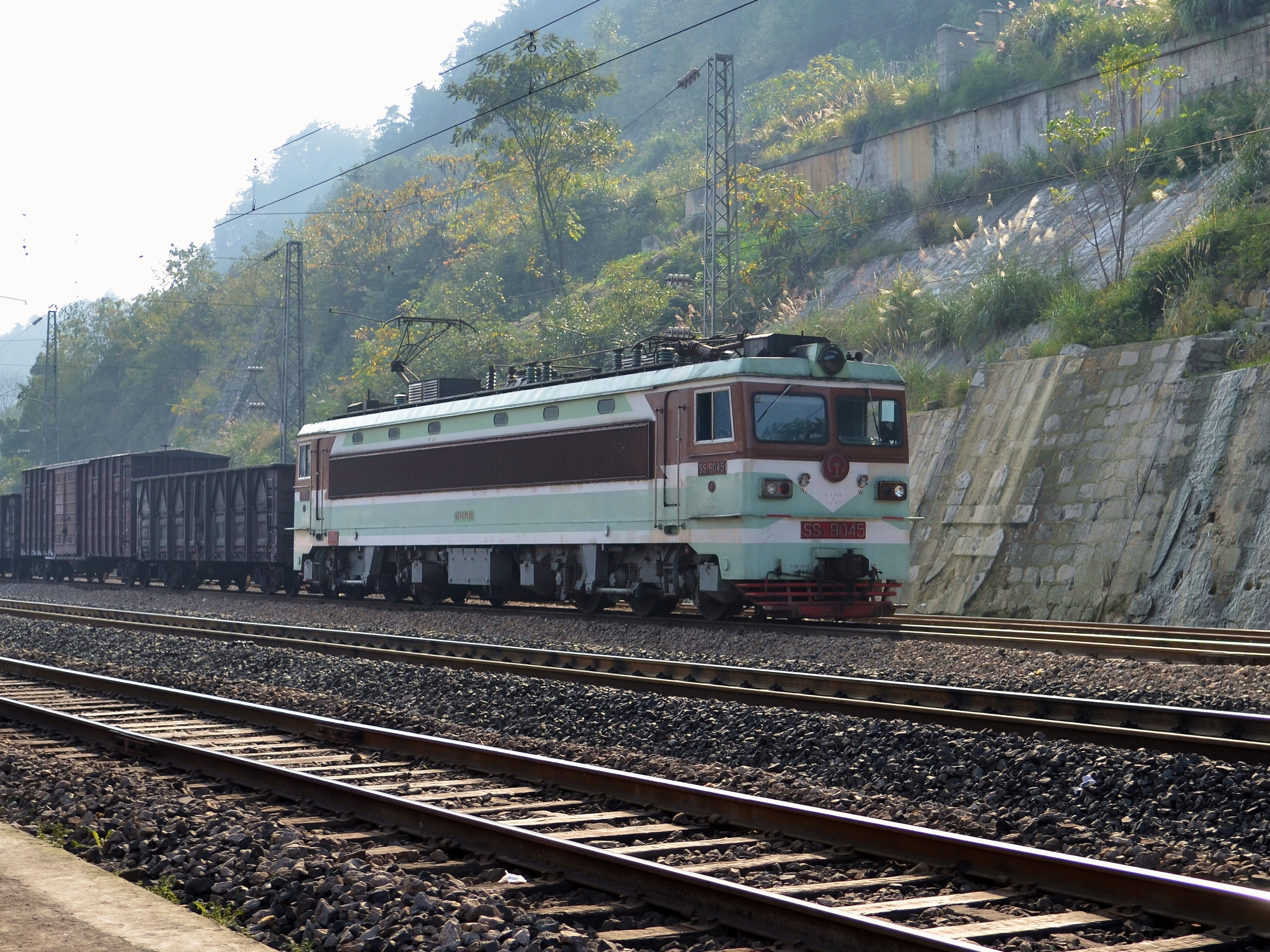
韶山3-8045

## 参考資料
1. ↑  《中华人民共和国铁路机车概要》 - 鉄道部運輸局装備部